# برايان بولز (لاعب كرة قاعدة)
برايان بولز (بالإنجليزية: Brian Bowles)‏ هو لاعب كرة قاعدة أمريكي، ولد في 18 أغسطس 1976 في Harbor City, Los Angeles ‏ في الولايات المتحدة.

## وصلات خارجية
- برايان بولز على موقعبيزبول رفرنس.كوم (الدوري الرئيسي) (الإنجليزية)
- برايان بولز على موقعبيزبول رفرنس.كوم (الدوري الثانوي) (الإنجليزية)
- برايان بولز على موقع مشجعي الرسوم البيانية (الإنجليزية)